# James Young (Regisseur)

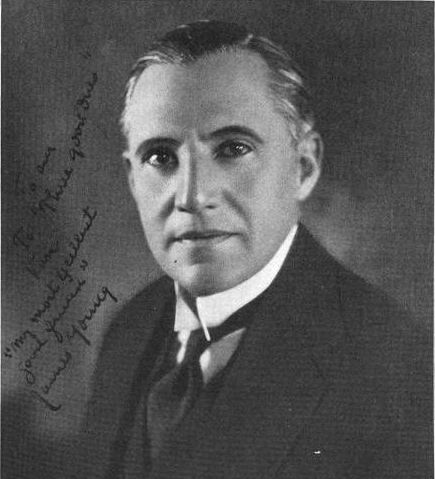
James Young (1922)

James Young (* 1. Januar 1872 in Baltimore, Maryland; † 9. Juni 1948 in New York City, New York) war ein US-amerikanischer Filmregisseur, Schauspieler und Drehbuchautor.

## Leben
Young war der Sohn eines Politikers im US-Bundesstaat Maryland und arbeitete als Bühnenschauspieler, bevor er bei der Filmgesellschaft Vitagraph seine Filmkarriere begann. 1909 hatte er dort als Schauspieler sein Debüt in einem Film von James Stuart Blackton. Youngs erste Regie und sein erstes Drehbuch entstanden 1912. Er wurde zu einem der wichtigsten Regisseure bei Vitagraph und drehte bis zu seinem endgültigen Ausscheiden 1919 für diese Gesellschaft etwa 75 Filme, darunter 1914 den ersten Film mit Rudolph Valentino. Seine letzte Rolle als Darsteller bei Vitagraph übernahm er bereits 1914 und trat danach bis 1917 noch sporadisch in Produktionen anderer Gesellschaften auf.
In den 1920er Jahren wurde fast jeder seiner Filme von anderen Produzenten finanziert. Zu den bekanntesten gehören The Unchastened Woman (1925) – einer der weniger erhaltenen Filme mit Theda Bara – und The Bells (1926), eine Edgar-Allan-Poe-Adaption mit Lionel Barrymore. Youngs letzter Film Midnight Rose entstand 1928, Lya de Putti spielte darin die Hauptrolle.
In erster Ehe war er bis 1916 mit der Schauspielerin Clara Kimball Young verheiratet. Von 1910 bis 1915 traten sie häufig gemeinsam in Filmen auf. Nach einer Affäre seiner Frau mit dem Produzenten Lewis J. Selznick reichte Young 1916 die Scheidung ein und wurde schließlich nach langem juristischen Streit 1919 geschieden.